# Rickus Lubbe
‌‌
Pour les articles homonymes, voir Lubbe.
Pas d'image ? Cliquez ici

a Compétitions nationales et continentales officielles uniquement.

Dernière mise à jour le 2 décembre 2021.
Rickus Lubbe, né le 19 mai 1976 à Windhoek (Sud-Ouest africain, aujourd'hui Namibie), est un joueur de rugby à XV sud-africain qui évolue au poste de centre.

## Biographie
Rickus Lubbe naît à Windhoek.
Rickus Lubbe commence à jouer la Currie Cup en 1997 avec les Boland Cavaliers puis avec les  Eagles en 1999.
Parallèlement, il dispute le Super 12 avec les Stormers en 1998.
En 2000, Rickus Lubbe s'engage avec son compatriote Lodewyk Hattingh au FC Grenoble, en Élite 1.
En novembre 2004, il est sélectionné avec les Barbarians français pour jouer contre l'Australie au stade Jean-Bouin à Paris. Les Baa-Baas s'inclinent 15 à 45.
En 2005, Rickus Lubbe rejoint le Montpellier HR en Top 14.
En 2011, il rejoint le RC Nîmes en Fédérale 1.

## Palmarès
- Finaliste de la Bankfin Nite Series en 1997 (en) avec les Boland Cavaliers
- Vice-champion de France de Pro D2 en 2002 avec le FC Grenoble